# Самый медленный поезд
«Самый медленный поезд» — художественный фильм режиссёров Валерия Ускова и Владимира Краснопольского по сценарию Юрия Нагибина. Снят в 1963 году на Свердловской киностудии.

## Сюжет
Весна 1943 года. Идёт Великая Отечественная война. Из освобождённого города отправляется воинский эшелон — в нём везут военнопленных в тыл. К нему подцепляют специальный вагон с дивизионной типографией и фронтовым корреспондентом капитаном Сергеевым.
Он предполагал, что поедет один, но постепенно вагон наполняется непрошенными попутчиками. Появляется раненый солдат с девочкой, потом беременная женщина с подругой, два партработника, актриса, а потом и другие.
Корреспонденту приходится с этим мириться, выгонять из вагона он никого не может и не хочет, так как всякий по-своему страдал от войны. Выгоняют только старика-мешочника, который оказался таким жадным до наживы, что приехал из Сибири, с Тобола, в прифронтовую полосу для торговли.
Беременная женщина рожает в пути девочку, её называют Лена. Поезд прибывает в конечную точку своего пути, в Борисоглебск.
Через 20 лет корреспондент встречает эту девочку и привозит к тому месту, где впервые увидел её мать и гибель её отца.

## В ролях
- Павел Кадочников — капитан Сергей Иванович Сергеев, фронтовой корреспондент
- Нонна Терентьева — Лена (озвучивает Мария Виноградова)
- Зинаида Кириенко — Нина Ивановна
- Анатолий Барчук — Николай Петрович, раненый солдат, отец Ниночки (озвучивает Роман Хомятов)
- Марина Бурова — Ниночка (озвучивает Ольга Громова)
- Алла Суркова — Дуся, кондукторша (озвучивает Надежда Румянцева)
- Александр Матковский — человек, который всё потерял (озвучивает Виктор Файнлейб)
- Валентина Владимирова — тётя Паша
- Людмила Шагалова — Варвара, актриса
- Иван Рыжов — старик-мешочник
- Юрий Горобец — партработник
- Аркадий Щербаков — партработник

## Съёмочная группа
- Режиссёры: Валерий Усков, Владимир Краснопольский
- Сценарий: Юрий Нагибин
- Оператор: Геннадий Черешко
- Художник: Владислав Расторгуев
- Композитор: Леонид Афанасьев
- Текст песен: Сергей Гребенников, Николай Добронравов